# Цурцумія Олександр Пехувич
Олександр Пехувич Цурцумія (1908 — 1941) — радянський військовий льотчик, Герой Радянського Союзу (1944, посмертно).

## Життєпис
Народився в 1908 році в селі Голаскурі (Грузія) у селянській родині. Грузин. Освіта неповна середня.
З 1929 року в РСЧА.
В 1932 році закінчив Борисоглібську школу військових льотчиків.
З 1941 року на фронтах німецько-радянської війни.
Командир ескадрильї 40-го бомбардувального авіаційного полку (63-я бомбардувальна авіаційна бригада, ВПС Чорноморського флоту) майор Цурцумія до грудня 1941 року здійснив 87 бойових вильотів на штурм військ противника і нанесення бомбових ударів по його військовим і промисловим об'єктам. Брав участь у прикритті радянського десанту на території Криму та ін.
Загинув 29 грудня 1941 року при виконанні бойового завдання.

## Вшанування пам'яті
Ім'я О. П. Цурцумії викарбувано на одній з плит в Меморіалі на честь героїв другої оборони Севастополя, де зазначені Герої Радянського Союзу, що брали участь в обороні міста.
Ім'ям О. П. Цурцумії також була названа ескадрилья одного з радянських авіаполків.